# Walt Becker
Walt William Becker (ur. 16 września 1968 w Los Angeles) – amerykański reżyser, scenarzysta i producent filmowy. 
W 1995 ukończył USC School of Cinema-Television.

## Filmografia
- Wieczny student (Van Wilder, 2002) aktor, reżyser
- Poszukiwana (Buying the Cow, 2002) reżyser, scenarzysta
- 1321 Clover (2007) reżyser
- Gang dzikich wieprzy (Wild Hogs, 2007) reżyser
- Stare wygi (Old Dogs, 2009) reżyser
- Glory Daze (2010-2011) producent, reżyser, scenarzysta
- Heca w zoo (Zookeeper, 2011) producent
- Thunderballs (2011) producent wykonawczy
- Alvin i wiewiórki: Wielka wyprawa (Alvin and the Chipmunks: The Road Chip, 2015) reżyser
- Clifford. Wielki czerwony pies (Clifford the Big Red Dog, 2021) reżyser

## Nagrody nominacje[1]
Złota Malina
- Nominacja w 2010 do nagrody Złotej Maliny w kategorii Najgorszy reżyser za film Stare wygi (2009).